# Raphael von Hoensbroech
Raphael Graf von und zu Hoensbroech (* 21. April 1977 in Tokio) ist ein deutscher Musikwissenschaftler und Kulturmanager.

## Leben und Ausbildung
Raphael von Hoensbroech stammt aus niederrheinischem Altadel und wuchs in Köln und Voßwinkel auf. Im Alter von drei Jahren begann er Violine zu spielen. Mit sieben gewann er im Wettbewerb Jugend musiziert. Später studierte er Musikwissenschaft, Philosophie und Rechtswissenschaften an der Universität zu Köln und erlangte den Abschluss Magister Artium. 2005 promovierte Hoensbroech in Musikwissenschaft als Stipendiat der Studienstiftung des deutschen Volkes über Felix Mendelssohn Bartholdys unvollendetes Oratorium Christus an der Philosophischen Fakultät der Universität Köln. Nebenher bildete er sich zum Dirigenten weiter und nahm an Meisterkursen unter anderem bei Helmuth Rilling und Karl-Heinz Bloemeke teil.
Hoensbroech ist mit Christina Prinzessin zu Salm-Salm (* 1978) verheiratet, mit der er vier Söhne und eine Tochter hat. Die Familie lebt in Dortmund.

## Karriere
Zwischen 2005 und 2013 war Hoensbroech Unternehmensberater bei der Boston Consulting Group (BCG) in Köln, zuletzt als Principal.
Von Juli 2013 bis 2018 war Hoensbroech Geschäftsführender Direktor des Konzerthauses Berlin und des Konzerthausorchesters Berlin. Seit der Spielzeit zur Saison 2018/19 ist er Intendant und Geschäftsführer des Konzerthauses Dortmund. Er trat die Nachfolge von Benedikt Stampa an. Unter der Leitung von Hoensbroech startete das Konzerthaus 2019 das Programm Community Music, in dessen Rahmen das Konzerthaus Workshops veranstaltet, die sich auch an Menschen ohne musikalische Vorkenntnis richten.

## Weitere Tätigkeiten
2002 übernahm Hoensbroech die Leitung des Kölner Streichorchesters Archi di Colonia sowie 2003 des Münchener Jugendorchesters. Des Weiteren absolvierte er Konzertreisen innerhalb Europas und Japan.
Nebenberuflich gibt Hoensbroech Seminare (Leading & Conducting) für Unternehmen, in denen er anhand der Rolle des Dirigenten über gute Unternehmensführung reflektiert. Für die Workshops engagiert er professionelle Orchester. Es geht unter anderem darum, wie Führung im Orchester (und im übertragenen Sinn in Unternehmen) gelingt oder scheitert.
Gemeinsam mit Anderen gründete er 2011 ein Start-up in Köln, ein Social Business, das fabrikneue Sachspenden an gemeinnützige Organisationen vermittelt.
An der TU Dortmund ist von Hoensbroech zudem Dozent für Kulturmanagement.

## Ehrenamtliche Tätigkeiten
Ehrenamtlich ist Hoensbroech seit 2007 Vorsitzender der Csilla-von-Boeselager-Stiftung Osteuropahilfe e. V. Die Stiftung fördert seit Anfang der 1990er Jahre unter anderem Hilfsprojekte in der Ukraine. Bei der Stifterin Csilla von Boeselager wuchs von Hoensbroech einige Jahre auf.
Hoensbroech wurde im Februar 2023 Mitglied des Stiftungsrats der Stiftung Oper in Berlin. Des Weiteren ist er Kuratoriumsmitglied der Sing-Akademie zu Berlin und war Kuratoriumsmitglied der Bachwoche Ansbach.

## Publikationen (Auswahl)
- Raphael von Hoensbroech: Felix Mendelssohn Bartholdys unvollendetes Oratorium Christus (= Kölner Beiträge zur Musikwissenschaft. Band 6). Bosse, Kassel 2006, ISBN 3-7649-2706-2. Zugleich: Dissertation an der Universität Köln, 2005.
- Raphael, Severin und Alexis von Hoensbroech: Das Peripetie-Prinzip. Die Kunst wirksamer Führung. Murmann Publishers, Hamburg 2017, ISBN 978-3-86774-571-0.